# Nabil Nosair
Nabil Muhammad Ali Nosseir  (en árabe: نبيل محمد على نصير‎; El Cairo, 11 de octubre de 1938-2 de abril de 2016) fue un futbolista egipcio que jugaba en la demarcación de extremo.

## Selección nacional
Jugó un total de ocho partidos con la selección de fútbol de Egipto. Hizo su debut el 29 de abril de 1960 en un partido amistoso contra Brasil que finalizó con un resultado de 0-5 a favor del combinado brasileño tras dos dobletes de Pelé y Quarentinha, y un gol de Garrincha. Llegó a disputar los Juegos Olímpicos de Roma 1960 y los Juegos Olímpicos de Tokio 1964, quedando en decimotercer y cuarto lugar respectivamente. Su último partido con la selección lo disputó el 23 de octubre de 1964 contra Alemania Oriental en las olimpiadas de 1964.

### Goles internacionales
| # | Fecha                    | Estadio                                   | Oponente | Gol | Resultado | Competición |
| - | ------------------------ | ----------------------------------------- | -------- | --- | --------- | ----------- |
| 1 | 1 de mayo de 1960        | Estadio de Alejandría, Alejandría, Egipto | Brasil   | 1–3 | 1–3       | Amistoso    |
| 2 | 25 de septiembre de 1964 | ¿?, ¿?, Rumania                           | Rumania  | 4-1 | 4-1       | Amistoso    |

## Clubes
| Club       | País   | Año         |
| ---------- | ------ | ----------- |
| Zamalek SC | Egipto | 1958 - 1967 |

## Palmarés

### Campeonatos nacionales
| Título                     | Club       | País   | Año  |
| -------------------------- | ---------- | ------ | ---- |
| Primera División de Egipto | Zamalek SC | Egipto | 1960 |
| Primera División de Egipto | Zamalek SC | Egipto | 1964 |
| Primera División de Egipto | Zamalek SC | Egipto | 1965 |
| Copa de Egipto             | Zamalek SC | Egipto | 1959 |
| Copa de Egipto             | Zamalek SC | Egipto | 1960 |
| Copa de Egipto             | Zamalek SC | Egipto | 1962 |